# Sabine Maier

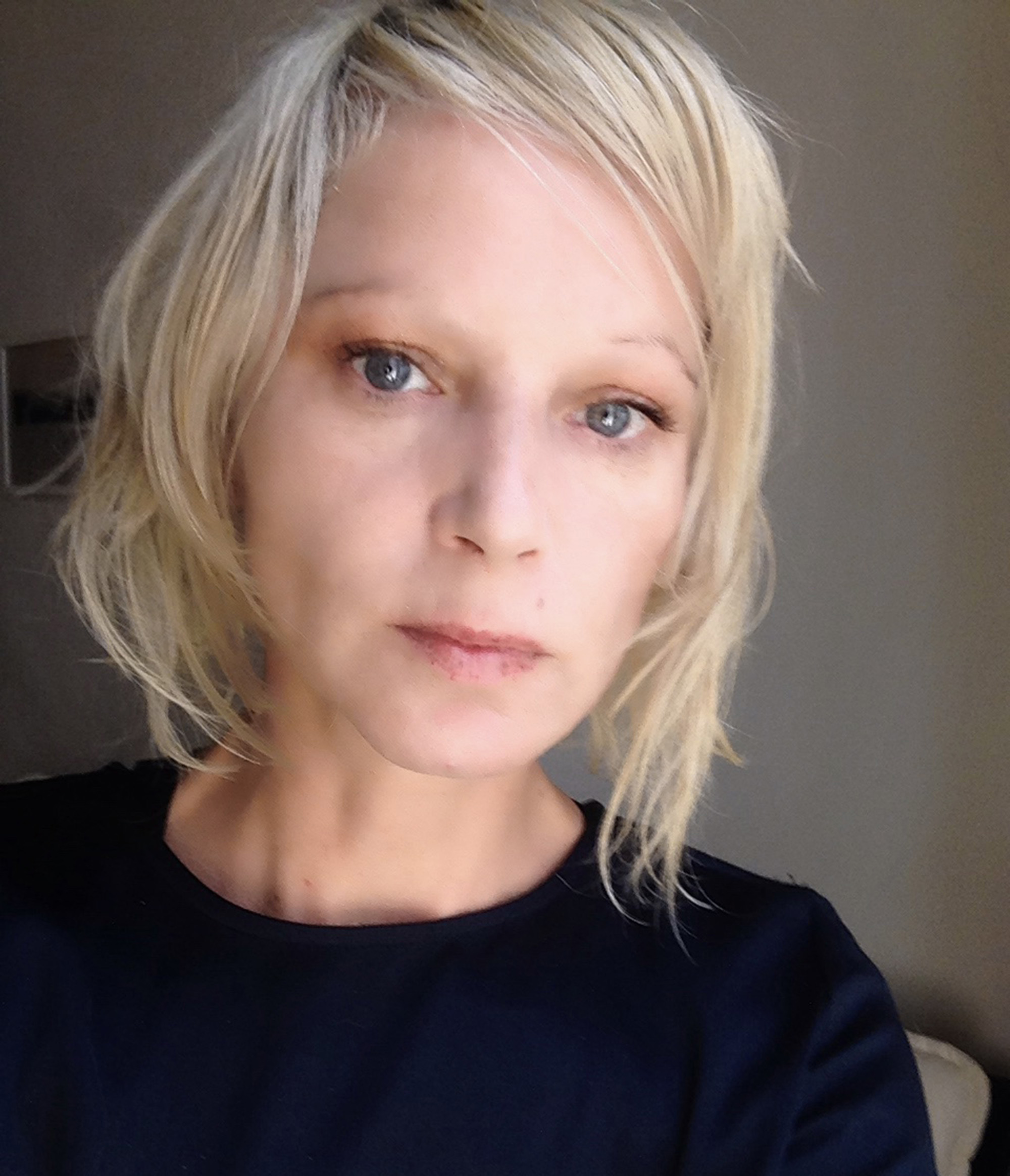
Sabine Maier, 2019

Sabine Maier (geboren 1971 in der Steiermark) ist eine österreichische Medienkünstlerin und Kunstfotografin.

## Leben
Sabine Maier ist im Bezirk Murau in der Steiermark geboren und aufgewachsen. Mit 15 Jahren verließ sie ihr Elternhaus. Um Geld zu verdienen, brach sie die HBLA ab und begann eine Lehre als Drogistin und Fotografin, welche sie 1989 mit Vorzug abschloss. Gleich danach ging sie nach London, absolvierte einen Sprachlehrgang in Cambridge, arbeitete in Antiquitätengeschäften als Restauratorin und lebte in einer Künstler-Kommune. 1992 musste sie aus bürokratischen Gründen nach Österreich zurückkehren. Sie lernte in Graz durch Othmar Krenn, Wolfgang Bauer und Werner Schwab das Leben und Ableben des Künstlerdaseins kennen, war Mitglied einer Punk-Band und beteiligte sich an vielen Kunstaktionen. 1995 ging sie nach Wien und absolvierte 1997 die Meisterklasse für Fotografie an der Höheren Graphische Bundes-Lehr- und Versuchsanstalt. Während der Ausbildung arbeitete sie nachts in einer Apotheke und in einer Medikamentenfabrik. Später war sie für den ORF in der Designabteilung und als freie Fotografin für Ogilvi & Partner, die freien Theater Köln sowie die Vereinigten Bühnen Wien tätig. 1999 gründete sie gemeinsam mit Michael Mastrototaro das Kunstlabel Machfeld, unter dessen Pseudonym viele ihrer Arbeiten präsentiert werden. Seit dieser Zeit ist sie selbständig international als Künstlerin tätig. Sie arbeitete und lehrte aufgrund von Stipendien und Artists-in-Residence-Einladungen in Guatemala, Mexico, Spanien, Kanada und über Jahre hinweg in Südafrika (Johannesburg).
Sabine Maier ist Mitglied der GAV und Fluss, NÖ Initiative für Foto und Medienkunst.
Ihre Arbeiten befinden sich in zahlreichen Privatsammlungen und in der „Artothek des Bundes“, Österreich.

## Werk
Sabine Maier ist spartenübergreifend im Bereich künstlerische Fotografie, Medienkunst, Radiokunst, Kunst im öffentlichen Raum (Installation und Bauten) sowie inszenatorisch in Zusammenarbeit mit Schriftstellern und Komponisten tätig.
Sie arbeitet nicht nur mit den Medien, sondern an den Medien, an den vielen Dimensionen des Medialen, den technischen Bedingungen von alten und neuen Medien. Seit 1998 ist sie als freischaffende Künstlerin im Bereich Foto, Installation und bildende Kunst tätig.

## Auszeichnungen und Preise
- 2008: Förderungspreis für Video- und Medienkunst, Bundeskanzleramt für Kunst und Kultur, Österreich
- 2019: Niederösterreichischer Kulturpreis – Anerkennungspreis in der Kategorie Medienkunst[4]